# Razbor, Sevnica
Razbor este o localitate din comuna Sevnica, Slovenia, cu o populație de 153 de locuitori.